# La Vision du jeune Bartholomée
La vision du jeune Bartholomée est un tableau du peintre russe Mikhaïl Nesterov, le premier et le plus important d'un cycle consacré à Serge de Radonège.

## Sujet
Le tableau a été réalisé à Oufa en Russie par Nesterov, sur le sujet de l'apprentissage miraculeux de la lecture par le jeune Bartholomée, repris dans la vie de Serge de Radonège:

« Un jour, son père envoie Bartholomée aux chevaux dans les champs. En route, il rencontre un ange envoyé par Dieu sous l'apparence d'un moine : il se tenait debout sous un chêne dans les champs et disait ses prières. Bartholomée s'approche de lui et s'agenouille en attendant la fin de la prière du moine. Celui-ci bénit le garçon, l'embrasse et lui demande ce qu'il cherche. Bartholomée répond: « J'espère de tout mon cœur apprendre à lire et à écrire, Saint Père, et je prie Dieu qu'il m'apprenne ». Le moine répond à la demande de Bartholomée, envoie sa prière à Dieu, bénit l'adolescent et lui dit : « Dès maintenant, mon enfant, Dieu te donne de comprendre l'écriture et tu dépasseras tes frères et ceux de ton âge par ton savoir ». Puis le moine prend un calice et donne un peu de prosphore à l'enfant en disant : « Prend-le mon enfant et mange-le. Il t'est donné comme signe de la grâce de Dieu et pour comprendre les Saintes Écritures ». »

## Histoire de la création
Le travail sur la « Vision du jeune Bartholomée » a été précédée par un tableau d'un « Ermite », projeté dès l'été 1883 à Serguiev Possad et réalisé en 1889 à Oufa. On y trouve déjà le thème de la solitude, de la vie d'ermite, d'une vie loin de l'agitation du monde, dans l'harmonie de la nature, au nom de la purification morale de l'âme et pour gagner en force spirituelle et donner un sens clair à sa vie. Cet idéal n'est pas apparu
par hasard chez Nesterov mais a été précédé en 1886 par la mort de son épouse bien-aimée, le laissant seul avec sa fille nouveau-née Olga.
L'image de Serge de Radonège, proche et chère à l'artiste depuis son enfance était pour lui l'incarnation de son idéal moral:
« Serge, comme aussi Tikhon de Zadonsk, Nesterov les aimait depuis son enfance ; ces deux saints étaient particulièrement vénérés dans sa famille. Dans la vie de Serge il a trouvé l'accomplissement de son idéal de vie pure et désintéressée, et c'est précisément avec lui qu'est venue à Nesterov l'idée d'un cycle complet consacré à sa vie et à ses actes ».
Nesterov reconnaît surtout le rôle important que joue le saint dans l'unification du peuple russe. L'artiste esquisse en 1889 un paysage dans les environs de la Laure de la Trinité-Saint-Serge, après s'être installé dans le village de Komiakovo près d'Abramtsevo. Abramtsevo, c'est l'ancien domaine de Sergueï Aksakov, qui devint un des endroits préférés de Nesterov une fois que Savva Mamontov l'eut transformée en datcha pour y recevoir ses artistes et écrivains préférés.

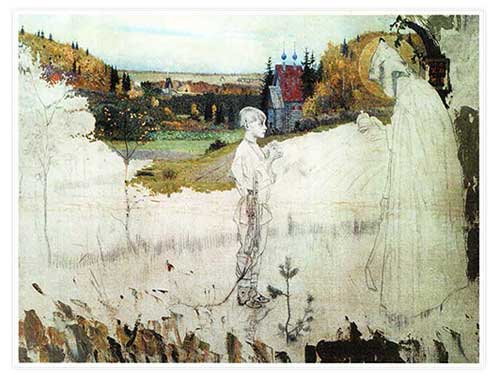
Variante inachevée du tableau, musée Nesterov de Bachkirie

C'est là qu'il termine la partie supérieure et une partie du paysage avant de partir pour Oufa. L'artiste était pressé, parce qu'il se préparait pour une exposition des Ambulants et bien qu'il fût grippé il poursuivit son travail avec ardeur. « Un jour il ressent un malaise et il trébuche ( il se trouvait sur un petit banc ), il tombe et abime sa toile. Mais il faut une nouvelle toile pour continuer le travail et il doit s'interrompre. Puis une nouvelle toile est finalement apportée ».
C'est sur cette nouvelle toile que la tableau est terminé, puis exposé à l'exposition des Ambulants et enfin acquis par Pavel Tretiakov pour sa galerie Tretiakov. Mais la version inachevée du tableau reste à Oufa, et après 50 ans, est transférée au musée des beaux-art de la Bachkirie. « Seule la partie supérieure est réalisée sur cette version, le paysage, et tout le reste n'est que le dessin au fusain ». Le tableau, malgré les opinions contradictoires à son sujet, est devenu la sensation de la XVIIIe exposition des Ambulants.
Jusqu'à la fin de ses jours, l'artiste considère que « La vision du jeune Bartholomée » est le meilleur de sa production. Il aimait répéter dans sa vieillesse:

« Je ne vivrai plus. Mais le  « jeune Bartholomée» vivra lui. Maintenant, si après trente ou cinquante ans après ma mort ce tableau dit encore quelque chose aux gens, alors c'est qu'il est vivant et que moi aussi je suis vivant »

## Sources
- (ru)Galerie Tretiakov , Art du XII s. au début du XX, М., СканРус,‎ 2007, 240 p. (ISBN 978-5-93221-120-5)